# 尚书令
尚书令是中国古代官职名。
尚书原为秦官，为少府属官，负责管理少府档案和文书，汉沿置，职权不大。
但到汉武帝以内廷分外廷权，以少府宦者典事尚書，謂之中書謁者，實乃傳達帝命於丞相，自元帝、成帝以後，遂涉及国家政治中枢。漢光武帝為防止臣下專權，避王莽之禍，乃親總吏職，將政務中樞由三公府移入宮中，而由尚書協助處理，此種制度，人稱「事歸臺閣，政由上出」。從此三公雖有其職，而無其權，遂使尚書成為樞機之任。之後，尚書且侵奪九卿之職掌，自漢明帝以後，行錄尚書事之制度，雖位為三公，亦必帶錄尚書事，然後方得知國政，后逐渐尚书权力日益庞大，分曹治事，以尚书令为首，权力很大，但由于是内廷职务，尚未完全脱离少府序列，品级不高。朝廷重臣秉其它职权者，可以“录尚书事”为名掌实权。
隋唐时代，尚书令为尚书省长官，宰相职。传统说法认为由于唐太宗在武德年间曾任尚书令，因此唐朝此后不设尚书令。郭子仪曾以设置尚书令违背了开元令式两次上表辞尚书令。
武汉大学历史系主任唐长孺教授指出不设置尚书令早在隋朝就已成为惯例，隋文帝一朝不设置尚书令，隋炀帝大业元年（605年）二月以左仆射杨素为尚书令，那是为了隋炀帝为了酬答杨素拥立自己为皇帝的大功，是个特例。次年六月杨素即进位司徒，名为尊崇，实是将他挤出尚书省外。隋代不设置尚书令，当然不是避讳，只是由于尚书省位高权重，隋文帝和隋炀帝都不愿有这样一个上逼皇权的宰相。自从大业三年苏威罢尚书左仆射后，整个隋炀帝时期不仅不设置尚书令，而且《隋书》传记也不见左右仆射的除授，尚书省都已无长官。唐长孺指出，苏威在隋炀帝时期以太常卿身份参预朝政，以后虽受隋炀帝委任，却没有复任仆射。苏威与左翊卫大将军宇文述、黄门侍郎裴矩、御史大夫裴蕴、内史侍郎虞世基参掌朝政，称为“五贵”，五贵包括了门下省、内史省（即中书省）两省长官，而宇文述、裴蕴以他官参预朝政，即此可知尚书省不设置尚书令和尚书仆射，也别无尚书省当权任事，实际上处于“尚书受成而已”。唐长孺又指出以他官参预朝政的制度其实隋朝初年已然，开皇初年就存在高熲、虞庆则、苏威、杨雄的“四贵”，高熲为尚书左仆射，虞庆则为内史监，苏威为纳言，乃三省长官合议，而杨雄以右卫大将军参预朝政，右仆射赵煚及门下省、内史省两省侍郎不在其列，这种三省或两省长官合议而以他官参政，隋朝虽不必是常规，但仍然是唐代以他官位参知机务、参知政事的先声。
五代后，尚书令为虚职，成为名义上的最高尚的官职。元代，尚书令时置时废，为相职。

## 尚书令担任者
西汉
- 霍光
- 張安世
- 五鹿充宗
- 赵昌
- 鞫谭
- 孔光
- 成公敞
- 姚恂
- 唐林
- 平晏
- 鍾元 (?-3?)
- 鄧馮（?-5）

东汉
- 郭伋
- 陆闳
- 王护
- 侯霸
- 韩歆
- 申屠刚
- 冯勤
- 郭贺
- 宋均
- 谢躬
- 周荣
- 王畅
- 高堂芝
- 孙堪
- 郑弘
- 李育
- 朱晖
- 韓棱
- 黄香
- 樊准
- 祋讽
- 陈忠
- 郭镇
- 李郃
- 刘光
- 刘矩
- 袁汤
- 杨赐
- 边韶
- 刘祐
- 羊陟
- 左雄
- 成翊世
- 黄琼
- 虞诩
- 尹勋
- 陈蕃
- 周景
- 黃雋
- 刘宽
- 杜密
- 廉忠
- 桥玄
- 阳球
- 曹节
- 刘猛
- 刘陶
- 张温
- 曹鼎
- 刘虞
- 王允
- 士孙瑞
- 杨彪
- 陈纪
- 赵谦
- 荀彧
- 华歆

魏
- 荀攸
- 劉先
- 徐奕
- 桓阶
- 陈群
- 陈矫
- 薛悌
- 裴潜
- 司马孚

蜀汉
- 法正
- 刘巴
- 李严
- 陈震
- 蒋琬
- 费祎
- 董允
- 吕乂
- 陈祗
- 董厥
- 樊建
- 诸葛瞻

吴
- 顾雍
- 陈化
- 刘基
- 严畯
- 滕胤
- 全尚
- 桓彝
- 濮阳兴
- 纪亮
- 滕牧
- 蔡条
- 丁忠

晋
- 裴秀（265-268）
- 贾充（268-276）
- 李胤（276-278）
- 卫瓘（279-287）
- 荀勖（287-289）
- 杨珧（289-290）
- 华廙（290-291）
- 司马晃（291-296）
- 司马泰（296-299）
- 王衍（299-300，305-306）
- 司马肜（300）
- 满奋（300-301）
- 王戎（301-302）
- 乐广（302-304）
- 司马越（304）
- 王湛（305）
- 高光（306-308）
- 荀藩（308-312）
- 王导（317-323，325-339）
- 司马羕（318-326，328-329）
- 荀组（318-322）
- 刁协（318-322）
- 王敦（322-324）
- 郗鉴（323-325）
- 陆晔（325-329）
- 荀崧（325-329）
- 卞壶（325-328）
- 祖约（328-329）
- 苏峻（328）
- 陆玩（331-341）
- 庾冰（339-343）
- 诸葛恢（340-345）
- 何充（343-346）
- 司马昱（345-371）
- 蔡谟（346-350）
- 顾和（347-351）
- 桓温（363-373）
- 王述（364-368）
- 王彪之（373-377）
- 谢安（376-385）
- 司马道子（383-399）
- 谢石（383-388）
- 陆纳（389-395）
- 王珣（397-400）
- 司马元显（399-402）
- 桓玄（402-403）
- 桓谦（402-404）
- 王谧（404-407）
- 刘裕（408-420）
- 刘柳（415-416）

宋
- 徐羡之（421-426）
- 傅亮（422-426）
- 王弘（426-432）
- 王敬弘（429）
- 刘义康（429-440）
- 刘义恭（440-450,452-454,463-465）
- 何尚之（451-455）
- 刘宏（455-458）
- 柳元景（459-465）
- 刘子尚（465）
- 刘休仁（465-471）
- 袁粲（471-477）
- 褚渊（474-475）
- 刘秉（477）
- 王僧虔（478-479）
- 萧道成（477-479）

齐
- 萧嶷（479）
- 褚渊（479-482）
- 王俭（482-489）
- 柳世隆（489-491）
- 萧子良（492-493）
- 萧鸾（493-494）
- 王晏（494-497）
- 徐孝嗣（497-499）
- 萧懿（500）
- 萧颖胄（501）
- 王亮（502）

梁
- 王亮（502-503）
- 谢胐（503-505）
- 沈约（507-510）
- 王莹（510-516）
- 袁昂（519-539）
- 何敬容（539-544）
- 谢举（548）
- 萧会理（549-550）
- 萧恪（550-551）
- 王僧辩（552-555）
- 陈霸先（555-557）

陈
- 陈顼（566-568）
- 江总（586-589）

前赵
- 刘欢乐
- 刘隆
- 任顗
- 朱纪
- 范隆
- 呼延晏
- 王鉴
- 刘粲

后赵
- 石虎
- 石邃
- 夔安
- 王谟
- 徐机
- 王简

成汉
- 阎式
- 王瓌
- 景骞
- 罗恒
- 马当

前燕
- 阳骛
- 可足浑翼

后燕
- 慕容宝
- 慕容德
- 慕容农
- 慕舆根
- 慕容元
- 慕容渊

南燕
- 慕容麟
- 封孚
- 韩范
- 董诜

北燕
- 孙护
- 冯素弗
- 郭生

前秦
- 姜伯周
- 王堕
- 梁楞
- 赵俱
- 辛牢
- 苻柳
- 苻侯
- 王猛
- 苻丕
- 苻纂
- 王永
- 徐义
- 苻冲
- 苻同成

后秦
- 姚旻
- 姚泓
- 姚弼

西秦
- 乞伏炽磐
- 翟勍
- 乞伏昙达
- 麴景
- 乞伏木奕于
- 乞伏元基

夏
- 若门
- 赫连璝

后凉
- 吕超

南凉
- 秃发傉檀
- 秃发虎台

北魏
- 拓跋仪
- 崔逞
- 崔宏
- 刘絜
- 罗结
- 古弼
- 长孙渴侯
- 韩茂
- 于洛拔
- 闾毗
- 拓跋石
- 叔孫隣
- 元丕
- 陆儁
- 王睿
- 王袭
- 尉元
- 源怀
- 陆睿
- 元羽
- 王肃
- 穆亮
- 元嘉
- 高肇
- 元澄
- 于忠
- 李崇
- 元乂
- 元略
- 穆绍
- 元彧
- 元延明
- 尔朱世隆
- 元罗
- 元宝炬
- 元弼

西魏
- 元季海
- 元颜子
- 斛斯椿
- 元孚
- 元赞

东魏
- 元嶷
- 高澄
- 元暹
- 元坦
- 孙腾
- 元悰
- 段韶
- 司马子如
- 高隆之
- 高洋
- 元晖业

北齐
- 高淹
- 高演
- 高湛
- 高涣
- 杨愔
- 高浟
- 段韶
- 高叡
- 斛律光
- 高长恭
- 高孝琬
- 高普
- 高俨
- 赵彦深
- 高孝珩
- 胡长仁
- 贺拔仁
- 和士开
- 徐之才
- 唐邕
- 高贞
- 高阿那肱
- 穆提婆
- 皮景和
- 高元海

隋
- 杨素（605-606）
- 李渊（617-618）
- 李建成（618）
- 李密（618）
- 王世充（618-619）

唐
- 唐太宗（618-626）
- 唐德宗（763-764）
- 郭子仪（764）
- 李茂贞（901-903）
- 朱诚（追赠）

南唐
- 徐景通
- 李景遂
- 李从嘉

后梁
- 刘守光
- 王镕
- 钱鏐

后唐
- 李存勖
- 张全义
- 高季兴
- 马殷
- 李继麟
- 李从荣

后晋
- 钱元瓘
- 高从诲
- 馬希範

后汉
- 钱弘倧

后周
- 高行周

宋
- 钱俶
- 赵元佐
- 赵元偓
- 赵元俨
- 李德明

辽
- 萧思温
- 耶律洪基
- 耶律延禧

金
- 完颜宗磐
- 温都思忠
- 张浩
- 李石
- 完顏守道
- 徒单克宁
- 胡沙虎
- 完颜匡
- 完颜赛不
- 崔立

元
- 爱育黎拔力八达